# Гуттау (коммуна)
Гуттау (нем. Guttau; в.-луж. Hućina) — бывшая коммуна в немецкой федеральной земле Саксония. С 1 января 2013 года входит в состав общины Мальшвиц..
Подчинялась административному округу Дрезден. Входила в состав района Баутцен. Население составляло 1581 человек (на 31 декабря 2011 года). Занимала площадь 41,66 км². Официальный код района 14 2 72 160.
Коммуна подразделялась на 9 сельских округов: Брёза, Варта, Гуттау, Клайнзауберниц, Лёмишау, Лиске, Нойдорф, Руэталь и Халбендорф.
Официальным языком в населённом пункте, помимо немецкого, является лужицкий.

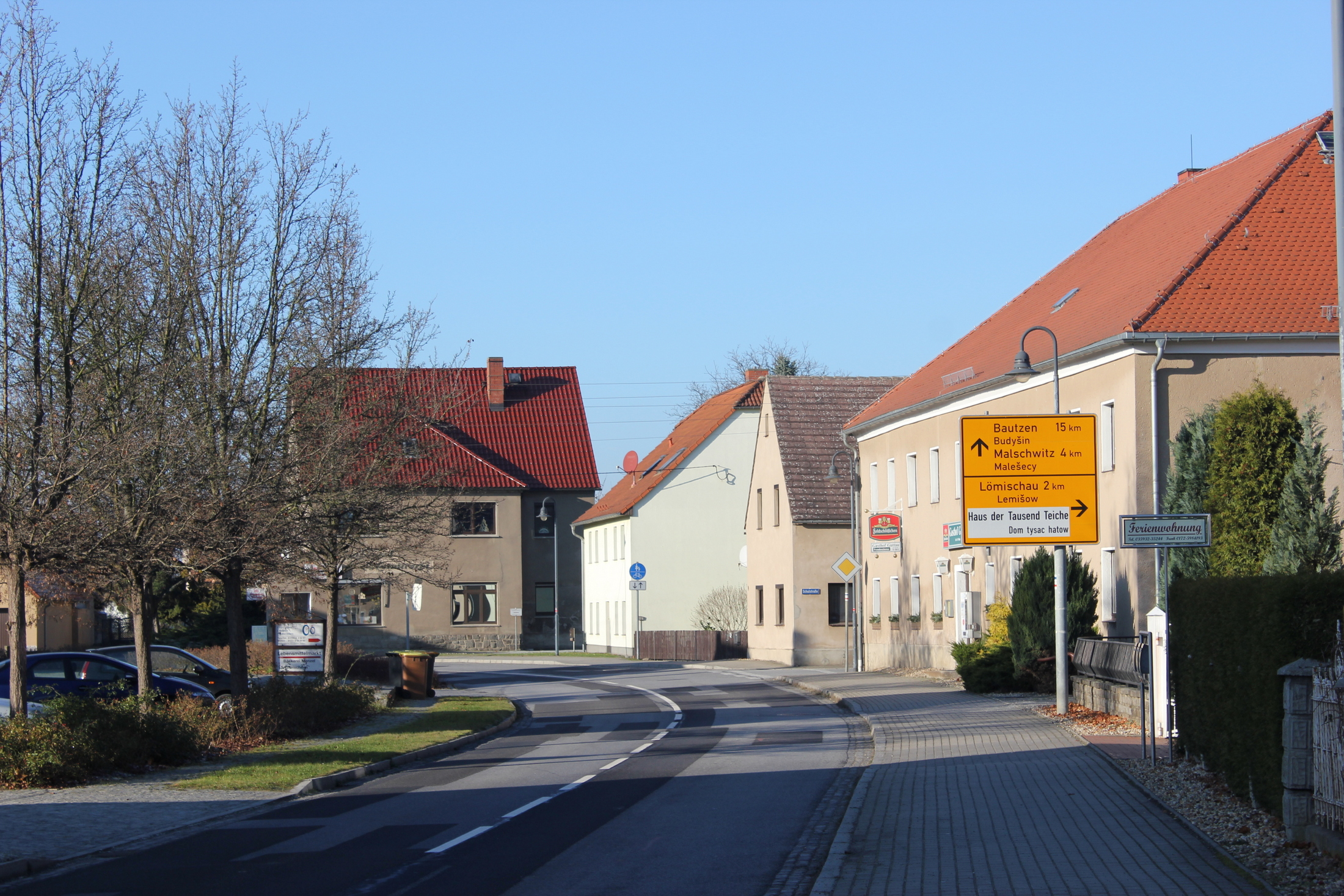
Главная улица